# Storia delle Filippine
La storia delle Filippine si crede sia iniziata circa 30.000 anni fa con l'arrivo di Homo sapiens sulle isole. La prima visita di un europeo però avvenne solo con l'arrivo di Ferdinando Magellano che approdò sull'Isola di Homonhon, a sud-est dell'isola di Samar, il 16 marzo 1521.
La colonizzazione spagnola iniziò con l'arrivo della spedizione di Miguel López de Legazpi il 13 febbraio 1565 e con un insediamento permanente sull'isola di Cebu.
Altri insediamenti vennero creati verso nord quando venne raggiunta la baia di Manila sull'isola di Luzon.
Sull'isola di Luzon fondarono la nuova città di Manila dando inizio all'era coloniale spagnola sulle isole che durò per più di tre secoli.
Gli spagnoli portarono l'unificazione politica dell'arcipelago precedentemente costituito da isole indipendenti, dando vita così a quella comunità che più tardi sarebbe diventata le Filippine. Introdussero elementi della civiltà occidentale, come un codice di diritto, la stampa e il calendario.
Le Filippine furono dominate come un territorio della Nuova Spagna dal 1565 al 1821, e in seguito amministrate direttamente da Madrid. Durante il periodo spagnolo vennero fondate numerose città, vennero costruite infrastrutture, vennero introdotte nuove colture e bestiame e il commercio divenne fiorente. I missionari spagnoli convertirono la maggior parte della popolazione al Cristianesimo e vennero fondate scuole, università e ospedali in tutto il Paese.
La rivoluzione filippina contro la Spagna ebbe inizio nel mese di aprile del 1896 e culminò due anni più tardi con una proclamazione d'indipendenza e la costituzione della Prima Repubblica delle Filippine. Tuttavia con il Trattato di Parigi del 1898, che pose fine alla Guerra ispano-americana, il controllo delle Filippine passò agli Stati Uniti.
L'accordo non venne riconosciuto dal governo filippino che il 2 giugno 1899 dichiarò guerra agli Stati Uniti.
La Guerra filippino-americana causò ingenti perdite umane ai filippini.
Il leader filippino Emilio Aguinaldo fu catturato nel 1901 e il governo degli Stati Uniti dichiarò il conflitto ufficialmente concluso nel 1902. I leader filippini, per la maggior parte, ammisero la vittoria degli americani, ma le ostilità continuarono fino al 1913. La dominazione coloniale americana delle Filippine iniziò nel 1905, ponendo forti limiti al governo locale.
Una parziale autonomia (Commonwealth Status) venne concessa nel 1935, preparatoria di una piena indipendenza prevista dagli Stati Uniti per il 1946. Ma i lavori preparatori per la piena sovranità vennero interrotti dall'occupazione giapponese delle isole durante la Seconda guerra mondiale.
Con una promettente economia nel periodo post-bellico le Filippine, sul finire degli anni sessanta e l'inizio degli anni settanta registrarono l'aumento dell'attivismo studentesco e disordini civili contro il presidente Ferdinand Marcos, che fu costretto a dichiarare la legge marziale nel 1972.
Grazie agli stretti legami con gli Stati Uniti, il Presidente Marcos ne ottenne il sostegno e ciò rese possibile lo sviluppo infrastrutturale ed economico del paese. La rivoluzione (People Power Rivolution) del 1986, tuttavia, porto'  all'abbandono della scena politica ed al conseguente esilio di Marcos (che abbandonò Manila a bordo di un elicottero militare e arrivò infine alle Hawaii, dove rimase fino alla sua morte) e si assistette al ritorno di un regime apparentemente democratico, ma contraddistinto da un elevatissimo tasso di corruzione e dal dilagare della delinquenza. Da allora il Paese è stato segnato da un periodo d'instabilità politica che ne ha ostacolato la crescita economica.

## Le origini
I ritrovamenti fossili indicano che le Filippine iniziarono a essere abitate svariate migliaia di anni fa. Secondo i più antichi reperti archeologici il primo uomo nelle Filippine dovrebbe essere giunto provenendo dall'Asia (il professor H. Otley Beyer, eminente autorità americana nel campo dell'archeologia e antropologia filippina, lo soprannominò uomo di Dawn). Il più antico ritrovamento fossile umano finora scoperto risale a circa 22.000 anni fa ed è un cranio rinvenuto nella "Stone Age-filippina" dal Dr. Robert B. Fox, un antropologo americano del Museo Nazionale, all'interno della Lucy Cave, Palawan, il 28 maggio 1962 e soprannominato uomo di Tabon.
Le grotte di Tabon su Palawan indicano comunque insediamenti di almeno 30.500 anni fa; questi uomini, cacciatori e raccoglitori, utilizzavano strumenti formati da scaglie di pietra.
Dopo questi primi colonizzatori arrivarono i Negritos delle Filippine, antenati degli Ati e degli Aeta.
Altre popolazioni furono quelle di lingua austronesiana, originarie da popolazioni del Sud della Cina e dalle coste del Sud-Est asiatico. Le etnie malayo-polinesiana, un ramo austronesiano, si stabilirono nelle Filippine circa 3.000 a.C., e poi si diffusero verso est lungo le isole dell'Oceano Pacifico e a ovest verso il Madagascar.

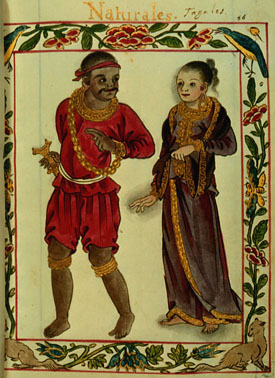
Coppia maharlika (la casta nobile), XVI secolo

Le Filippine ebbero relazioni commerciali sia con la Cina che con il Giappone, e forti legami culturali con l'India, tramite la vicinanza con l'odierna Malaysia e l'Indonesia, dal IX al XII secolo.
L'organizzazione sociale e politica della popolazione delle isole si è evoluta secondo un modello generale comune.
L'unità base dell'insediamento è stato il barangay, originariamente un gruppo parentale guidato da un datu (capo). All'interno del barangay, le grandi divisioni sociali consistevano nel maharlika (nobili), compreso il datu; timawa (uomini liberi), e un gruppo descritto prima del periodo spagnolo come dipendenti. Questi includevano diverse categorie con differenti status: lavoratori agricoli senza terra; coloro che avevano perso lo status di uomini liberi causa indebitamento o come punizione conseguente a un crimine, e alipin (schiavi), la maggior parte dei quali sembrano essere stati prigionieri di guerra.
L'Islam venne portato nelle Filippine da commercianti e credenti provenienti dalle regioni dalla Malaysia e dell'Indonesia. Nel XIII secolo l'Islam si diffuse nell'arcipelago di Sulu e da lì verso Mindanao, e raggiunse la zona di Manila intorno al 1565.

Anche se con influenze di Buddismo, animismo e Induismo sulle isole, l'Islam fu la religione più praticata nelle Filippine.
Quando arrivarono gli spagnoli nel XVI secolo la maggioranza dei 500.000 abitanti stimati sulle isole vivevano nei barangay.

## Dominazione spagnola (1565-1898)

### Le prime spedizioni spagnole

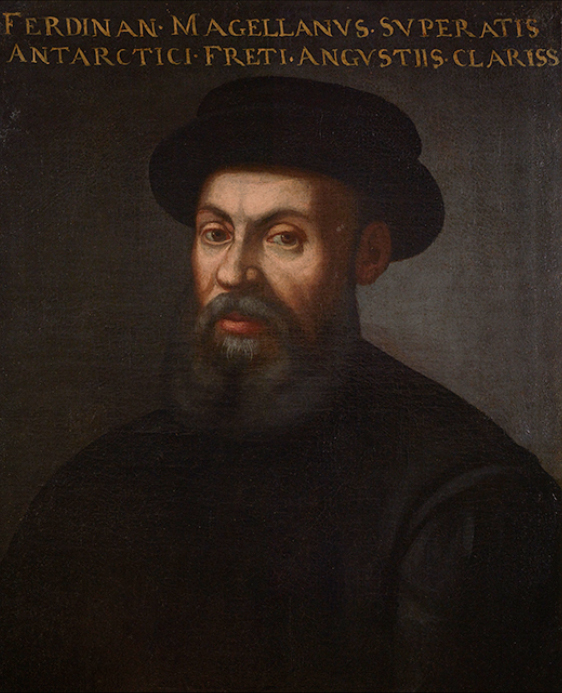
Ferdinando Magellano arrivò nelle Filippine nel 1521.

Le isole Filippine vennero all'attenzione degli europei con una spedizione spagnola che cercava di circumnavigare il mondo guidata dall'esploratore portoghese Ferdinando Magellano nel 1521. Magellano sbarcò sull'isola di Homonhon, poi a Samar e a Cebu dove stabilì rapporti di amicizia con alcuni dei capi locali, e convertendone alcuni al cristianesimo; venne ucciso nel 1521 nella battaglia di Mactan, combattuta contro un raja locale, il re di Mactan Lapu-Lapu.
Nel corso dei seguenti decenni altre spedizioni spagnole si susseguirono verso le isole. Nel 1543 Ruy López de Villalobos guidò una spedizione verso le isole di Samar e Leyte che chiamò Las Islas Filipinas (in onore di Filippo II di Spagna). Il nome venne in seguito esteso all'intero arcipelago.

### Colonizzazione spagnola
Insediamenti spagnoli permanenti non vennero realizzati fino al 1565, quando una spedizione guidata dal Conquistador Miguel López de Legazpi arrivò a Cebu dal Messico (Nuova Spagna). Sei anni più tardi, in seguito alla sconfitta del Rajah Solayman, de Legazpi fondò una capitale a Manila. Manila divenne il centro del governo spagnolo sulle isole, oltre che un centro militare, religioso e commerciale.
Le Filippine divennero l'avamposto per le Indie orientali spagnole. Con il tempo il dominio spagnolo si estese all'intero arcipelago, raggiungendo molte comunità indipendenti che fino ad allora non erano sotto la direzione della Spagna. Le Filippine furono amministrate come una provincia della Nuova Spagna fino all'indipendenza messicana (1821).
L'occupazione delle isole si realizzò con uno scarso spargimento di sangue, in parte anche perché la maggior parte della popolazione offrì poca resistenza armata, mentre cosa diversa fu per Mindanao e Sulu.
Uno degli obiettivi della Spagna era la conversione della popolazione locale al cattolicesimo. Il lavoro di conversione fu agevolato dalla mancanza di altre religioni organizzate, fatta eccezione per l'Islam che era prevalente nel sud.
Le Filippine non si rivelarono una colonia redditizia per la Spagna, e una lunga guerra con gli olandesi nel XVII secolo e i continui conflitti con i musulmani portarono quasi alla bancarotta la tesoreria della colonia.

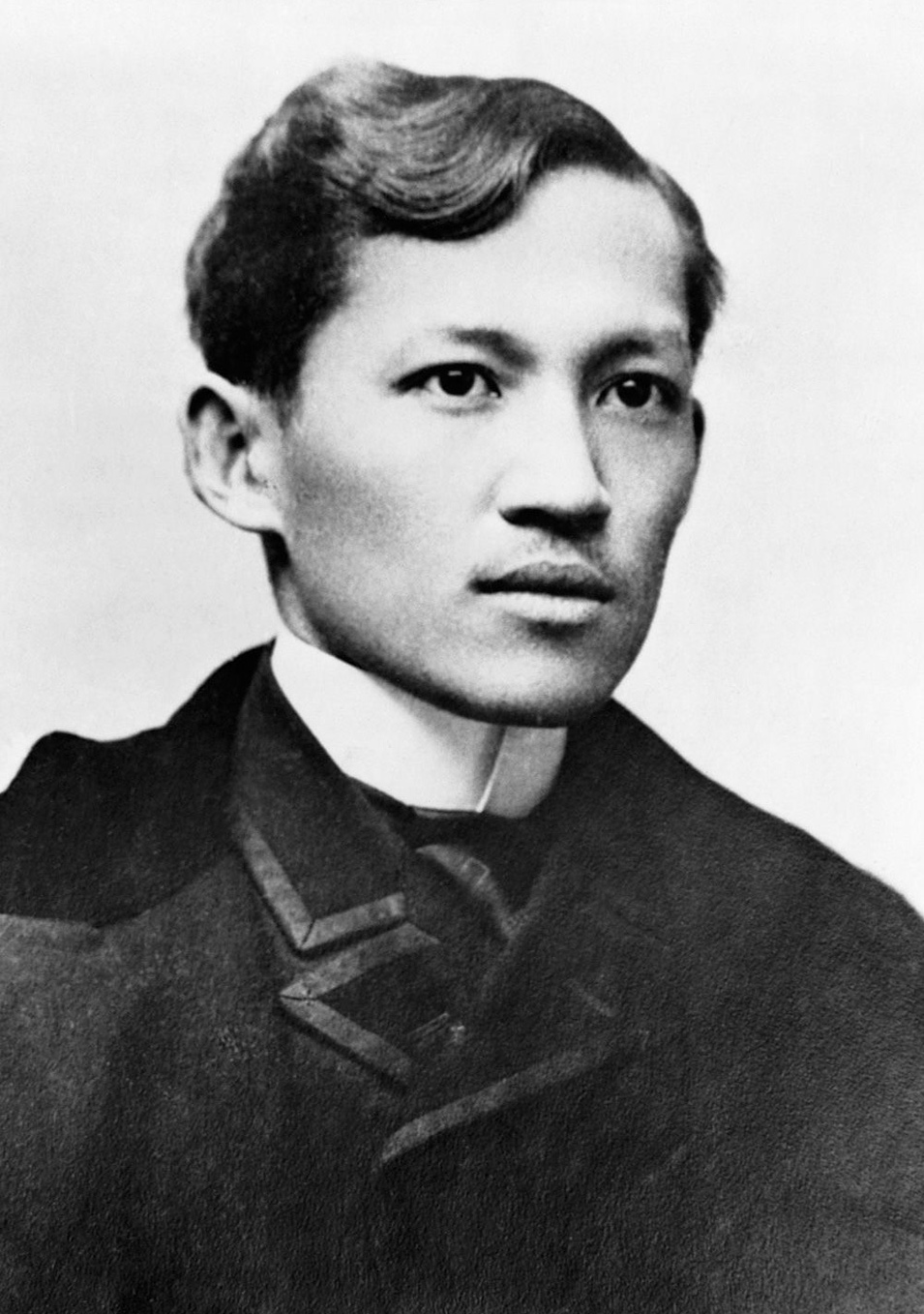
José Rizal

La dominazione spagnola sulle Filippine venne interrotta brevemente nel 1762 quando le truppe britanniche occuparono Manila con l'entrata della Spagna nella Guerra dei sette anni. Il Trattato di Parigi del 1763 restaurò la dominazione spagnola e nel 1764 la Gran Bretagna lasciò il Paese temendo un'altra costosa guerra con la Spagna. La breve occupazione britannica indebolì il potere spagnolo sul Paese scatenando ribellioni e richieste d'indipendenza.

### La rivoluzione filippina
José Rizal, il più celebrato intellettuale d'epoca, scrisse i romanzi Noli me Tangere ed El filibusterismo che ispirarono profondamente il movimento per l'indipendenza. Il Katipunan, una società segreta il cui scopo principale era quello di rovesciare la dominazione spagnola nelle Filippine, venne fondata da Andrés Bonifacio, che ne divenne il principale leader (Supremo).

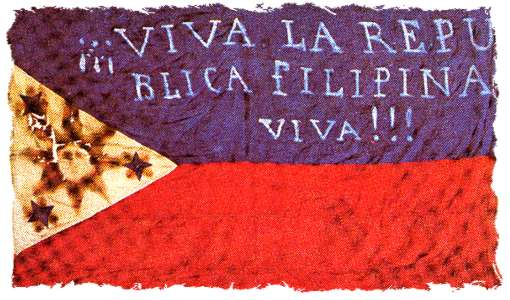
La prima bandiera dei rivoluzionari filippini

La Rivoluzione filippina iniziò nel 1896. Rizal, implicato per lo scoppio della rivoluzione, venne giustiziato per tradimento dagli spagnoli quello stesso anno.
Ma disaccordi scoppiarono all'interno del movimento indipendentista. Il Katipunan si divise in due gruppi: il Magdiwang, guidato da Mariano Álvarez (un parente di Andrés Bonifacio), e il Magdalo, guidato da Emilio Aguinaldo. Aguinaldo concordò una tregua con il Patto di Biak-na-Bato e assieme ai suoi compagni rivoluzionari venne esiliato a Hong Kong.
Non tutti i generali rivoluzionari rispettarono l'accordo. Uno di questi, il generale Francisco Makabulos, istituì un Comitato Esecutivo Centrale come governo ad interim. I conflitti armati ripresero, questa volta provenienti da quasi tutta la provincia delle Filippine.
Nel 1898, mentre gli scontri continuavano nelle Filippine, la USS Maine, nave della marina statunitense, esplose e affondò nel porto dell'Avana. La nave era stata inviata a Cuba per garantire l'incolumità dei cittadini americani durante la rivoluzione cubana contro gli spagnoli. Questo evento fece precipitare la situazione portando alla Guerra ispano-americana, con il conflitto che si estese alle Filippine.
Dopo che il Commodoro George Dewey sconfisse le forze spagnole a Manila, gli Stati Uniti invitarono Emilio Aguinaldo a tornare nelle Filippine (cosa che avvenne il 19 maggio 1898) nella speranza che incitasse i filippini contro il governo coloniale spagnolo.
Ma quando le forze di terra statunitensi arrivarono, i filippini avevano già assunto il controllo di tutta l'isola di Luzon, fatta eccezione per la città fortificata di Intramuros. Il 12 giugno 1898 Aguinaldo dichiarò l'indipendenza delle Filippine a Kawit, Cavite, istituendo la Prima Repubblica delle Filippine, e promulgando la prima costituzione democratica asiatica.
Quasi contemporaneamente arrivarono a Manila delle forze tedesche dichiarando che se gli Stati Uniti non avessero preso il possesso coloniale delle Filippine, questo lo avrebbe fatto la Germania. Nella battaglia di Manila gli Stati Uniti conquistarono la città. Questa battaglia segnò la fine anche della collaborazione filippino-americana, poiché alle forze filippine venne impedito di entrare nella città di Manila per catturarla. L'azione causò un profondo risentimento nei filippini. I commissari di Spagna e Stati Uniti vennero inviati a Parigi per elaborare i termini del Trattato di Parigi che concluse la Guerra ispano-americana. Il rappresentante filippino, Felipe Agoncillo, venne escluso dalle sessioni e il governo rivoluzionario non venne riconosciuto da parte delle altre nazioni.
Gli Stati Uniti decisero di non riconsegnare le Filippine alla Spagna, e lo fecero siglare nel trattato. La Spagna perse anche Guam e Porto Rico.
La Prima Repubblica delle Filippine si ribellò quindi contro l'occupazione degli Stati Uniti, con la conseguente Guerra filippino-americana (1899-1913).

## Periodo americano (1898-1946)
Inizialmente le Filippine videro il loro rapporto con gli Stati Uniti come quello di due nazioni alleate nella lotta comune contro la Spagna. Come alleati i filippini fornirono un importante supporto di intelligence per le forze americane. Tuttavia gli interessi degli Stati Uniti in seguito si allontanarono da quelli dei ribelli filippini. Aguinaldo capì che gli Stati Uniti non erano intenzionati a predisporre una dichiarazione che sostenesse l'indipendenza delle Filippine. Le relazioni si deteriorarono e le tensioni andarono crescendo, e fu sempre più chiaro che gli americani erano arrivati sulle isole per restarci.

### Guerra filippino-americana
Le ostilità iniziarono il 4 febbraio 1899, dopo che due soldati americani di pattuglia uccisero tre soldati filippini a San Juan, un sobborgo di Manila. Questo episodio fu la scintilla che occorreva per scatenare la guerra, che sarebbe costata molti più soldi e avrebbe causato parecchie più vittime della Guerra ispano-americana. Circa 126.000 soldati americani furono impegnati nel conflitto e ne morirono 4.234. Si stima che nell'arco della guerra siano morti tra i 250.000 e 1.000.000 di civili, in gran parte a causa della fame e delle malattie. Atrocità furono compiute da entrambe le parti.
Le truppe filippine, mal equipaggiate, erano facilmente sopraffatte dalle truppe americane nei combattimenti aperti, ma erano formidabili avversari nelle azioni di guerriglia. Malolos, la capitale dei rivoluzionari, fu catturata il 31 marzo 1899. Aguinaldo e il suo governo riuscirono a sfuggire istituendo una nuova capitale a San Isidro, Nueva Ecija.
In questo si aggiunsero conflitti all'interno della repubblica filippina.
Antonio Luna, il più capace comandante di Aguinaldo, fu ucciso in giugno a Tirad Pass. Con il suo miglior comandante morto e significative perdite subite, Aguinaldo sciolse l'esercito regolare nel novembre 1899 e ordinò la creazione di comandi di guerriglia decentrati in ciascuna delle diverse zone militari. A dicembre cadde combattendo contro gli americani anche Gregorio del Pilar, il "generale ragazzino". Le popolazioni, strette tra americani e ribelli, ebbero a soffrire in maniera significativa.
Aguinaldo fu catturato a Palanan, Isabella, il 23 marzo 1901, e in seguito fu portato a Manila. Convinto della futilità di un'ulteriore resistenza giurò fedeltà agli Stati Uniti e pubblicò un annuncio che invitava i suoi compatrioti a deporre le armi, ponendo ufficialmente fine alla guerra, e nel 1902 le isole ebbero una loro autonomia amministrativa. Tuttavia la guerriglia continuò con sporadici gruppi di insorti in varie parti delle Filippine, in particolare nel sud musulmano, fino al 1913.

### Territorio degli Stati Uniti
Gli Stati Uniti definirono la loro missione territoriale come di tutela, per la preparazione di un'eventuale indipendenza delle Filippine. Fu istituito un governo civile a opera del governo degli Stati Uniti nel 1901, con William Howard Taft come Governatore Generale delle Filippine, in sostituzione del Governatore militare, Arthur MacArthur Junior. Il governatore generale agì come capo della Commissione filippina, un organismo nominato dal presidente degli Stati Uniti con limitati poteri legislativi ed esecutivi.
Durante i primi anni di gestione territoriale gli americani furono riluttanti a delegare il potere ai filippini. Tuttavia quando Woodrow Wilson divenne Presidente degli Stati Uniti, nel 1913, fu adottata una nuova politica per mettere in moto un processo che conducesse gradualmente all'indipendenza filippina.
Nell'ambito della politica locale filippina la richieste per l'indipendenza furono guidate da Manuel L. Quezon, che servì continuamente come presidente del Senato dal 1916 al 1935.

### Commonwealth
Nel 1933 il Congresso degli Stati Uniti approvò la Hare-Hawes-Cutting Act quale legge per l'indipendenza filippina con il veto del nuovo presidente Herbert Hoover. Anche se il disegno di legge era stato redatto con l'aiuto di una commissione filippina, si oppose il Presidente del Senato Manuel Quezón, in parte a causa delle disposizioni di lasciare agli Stati Uniti il controllo delle basi navali. Sotto l'influenza di Quezon venne respinto il progetto di legge. L'anno seguente una revisione della legge conosciuta come Tydings-McDuffie Act venne finalmente approvata. L'atto prevedeva la costituzione del Commonwealth delle Filippine, con un periodo di dieci anni di pacifica transizione verso la piena indipendenza.
Una costituzione venne approvata da Franklin Delano Roosevelt nel marzo 1935. Il 14 maggio 1935 venne formato un governo filippino sulla base di principi analoghi a quelli della Costituzione americana. Il Commonwealth fu istituito nel 1935, con Manuel Quezon come presidente, e caratterizzato da un forte esecutivo, un'Assemblea nazionale unicamerale e una Corte Suprema composta interamente di filippini (era la prima volta dal 1901).

### L'occupazione giapponese

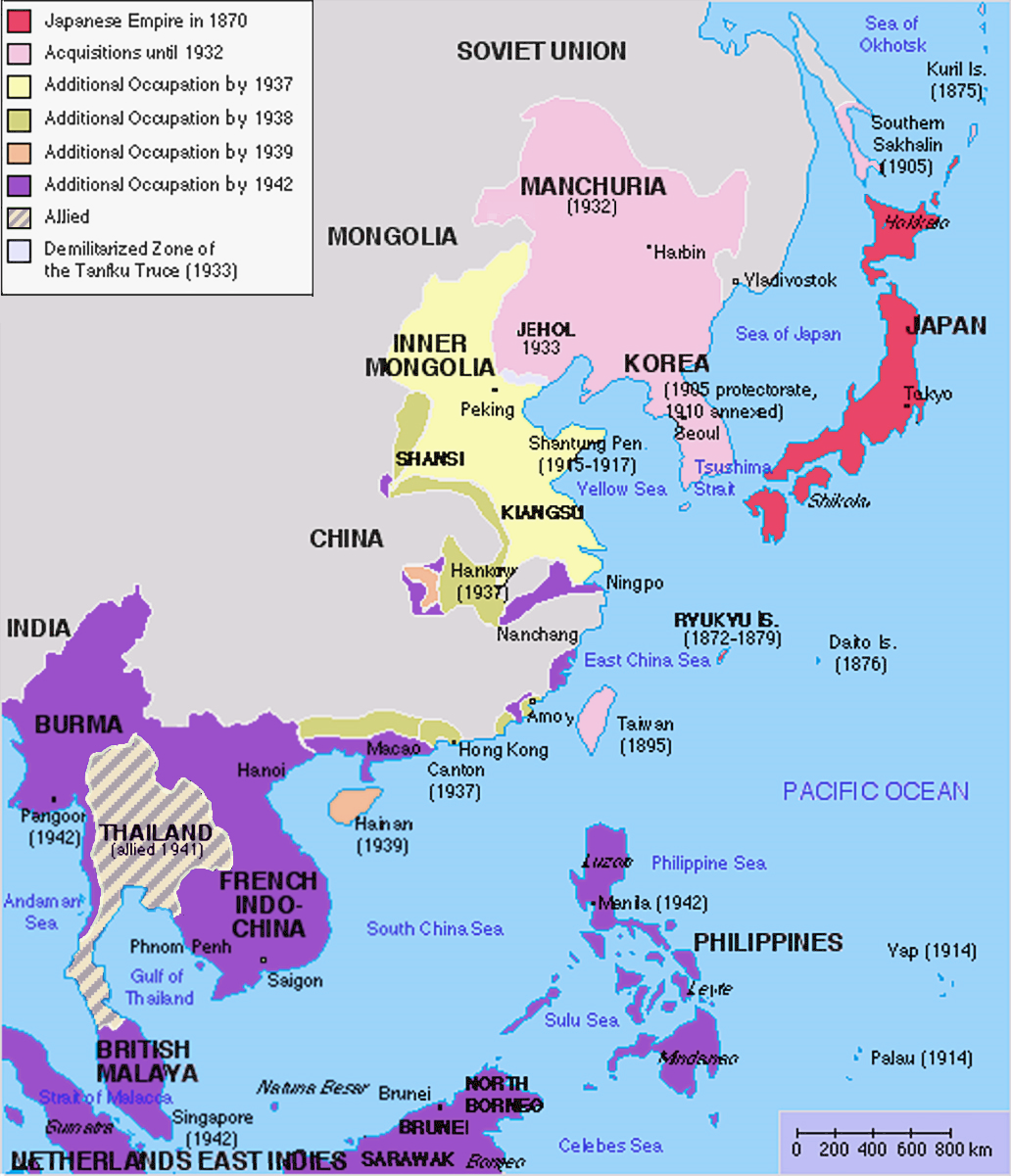
L'espansione giapponese nel Sud-Est Asiatico, con l'invasione delle Filippine iniziata nel 1941

I giapponesi lanciarono un attacco a sorpresa sulla Clark Air Base a Pampanga l'8 dicembre del 1941, solo dieci ore dopo l'attacco a Pearl Harbor. Il bombardamento aereo fu seguito dallo sbarco di truppe di terra su Luzon. La difesa delle Filippine e le truppe degli Stati Uniti erano sotto il comando del generale Douglas MacArthur. Sotto la pressione della superiorità numerica le forze di difesa si ritirarono verso la Penisola di Bataan e l'isola di Corregidor all'ingresso della Baia di Manila. La capitale Manila fu dichiarata città aperta per impedire la sua distruzione.
La difesa filippina continuò fino alla definitiva resa delle forze americane sulla penisola di Bataan nel mese di aprile 1942 e di Corregidor nel maggio dello stesso anno. La maggior parte degli 80.000 prigionieri di guerra catturati dai giapponesi a Bataan furono costretti a intraprendere un'infame marcia (Bataan Death March) verso un campo di prigionia 105 km a nord. Si stima che circa 10.000 filippini e 1.200 americani morirono prima di raggiungere la loro destinazione. MacArthur riparato in Australia iniziò a pensare a un piano per un ritorno nelle Filippine.
Le autorità militari giapponesi organizzarono immediatamente un nuovo assetto governativo nelle Filippine insediando una Commissione Esecutiva. Attraverso un Consiglio di Stato organizzarono gli affari civili fino all'ottobre del 1943, quando dichiararono le Filippine una repubblica indipendente. La repubblica voluta dai giapponesi e guidata dal Presidente José P. Laurel però si dimostrò impopolare.
L'occupazione militare giapponese fu osteggiata su larga scala dall'attività sotterranea della guerriglia. L'esercito filippino continuò a combattere i giapponesi con azioni di guerriglia di supporto alle azioni dell'esercito degli Stati Uniti. La loro azione fu talmente efficace che alla fine della guerra il Giappone controllava solamente dodici delle quarantotto province dell'arcipelago.
Il principale elemento di resistenza nella zona centrale dell'isola di Luzon fu fornito dall'Hukbalahap (letteralmente "Esercito del Popolo Contro i Giapponesi") che armò circa 30.000 persone ed estese il proprio controllo su gran parte di Luzon.
Le forze alleate di MacArthur sbarcarono su Leyte il 20 ottobre 1944. Altri sbarchi nel Paese in seguito conversero verso Manila. I combattimenti continuarono fino al 2 settembre 1945, data della resa formale del Giappone.
Le Filippine subirono gravi perdite di vite umane e tremende distruzioni. Si calcola che circa 1 milione di filippini vennero uccisi. Manila fu gravemente danneggiata, nonostante gli americani l'avessero dichiarata città aperta.
Durante l'invasione delle Filippine nella seconda guerra mondiale, si distinse l'attività politica e sociale di Josefa Llanes Escoda (1898-1945).

## L'indipendenza delle Filippine e il ritorno alla repubblica (1946-1965)
Le elezioni si svolsero nell'aprile del 1946, Manuel Roxas divenne il primo presidente della Repubblica indipendente delle Filippine. Gli Stati Uniti concessero la sovranità alle Filippine il 4 luglio 1946.
Tuttavia l'economia rimase fortemente dipendente da quella americana. Il Philippine Trade Act servì per ricevere sovvenzioni da parte degli Stati Uniti per la ricostruzione post bellica, ma aumentò maggiormente la dipendenza economica. Un patto di assistenza militare venne firmato nel 1947, in cui si disponeva la concessione di basi agli americani per 99 anni (poi ridotti a 25 anni).
L'amministrazione Roxas concesse l'amnistia generale a coloro che avevano collaborato con i giapponesi nella seconda guerra mondiale, ad eccezione di coloro che avevano commesso crimini violenti. Roxas morì improvvisamente di attacco cardiaco nell'aprile del 1948, e il vice presidente, Elpidio Quirino, ottenne la presidenza.
L'opera di ricostruzione si complicò per via dalle attività di guerriglia dell'Hukbalahap, che divenne una forza di resistenza contro il nuovo governo filippino. Il movimento Huk diminuì nei primi anni '50, e infine cessò con la resa incondizionata del leader Luis Taruc nel maggio del 1954.
Il governo di Diosdado Macapagal, eletto presidente nel 1961, cercò d'intessere nuove e più strette relazioni con i vicini Paesi asiatici, in particolar modo con Malaysia e Indonesia.

## L'epoca di Marcos e la legge marziale (1965-1986)

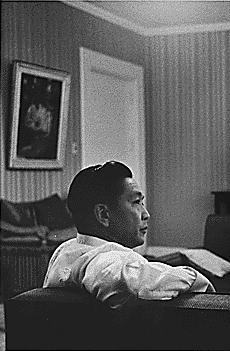
Ferdinand Marcos

Macapagal corse per la rielezione nel 1965, ma venne sconfitto dal Presidente del Senato Ferdinand Marcos, passato al Partito Nazionalista delle Filippine. Marcos avviò un ambizioso progetto di opere pubbliche e d'intensificazione nella riscossione delle imposte che condusse il Paese verso un periodo di prosperità economica per tutti gli anni '70. La sua amministrazione costruì più strade e più scuole di tutti i suoi predecessori messi assieme.
Marcos venne rieletto presidente nel 1969, diventando il primo presidente dall'indipendenza delle Filippine a riottenere un secondo mandato. La legislatura fu però corrotta e impotente. Gli oppositori di Marcos bloccarono i suoi ambiziosi piani. L'ottimismo all'inizio del suo secondo mandato iniziò a sbiadire, e in causa anche a questo la crescita economica rallentò. La criminalità e la disobbedienza civile aumentarono.
Il Moro National Liberation Front continuò a combattere per l'indipendenza di una nazione musulmana a Mindanao.

### La Legge Marziale
Tra la crescente ondata di illegalità e la minaccia di un'insurrezione comunista, Marcos dichiarò la legge marziale il 21 settembre 1972 in virtù della Proclamazione n. 1081. Marcos decretò la riduzione della libertà di stampa e di altre libertà civili, chiuse il Congresso e aziende nel campo dei media, ordinò l'arresto dei leader dell'opposizione e degli attivisti militanti, tra cui i senatori verso di lui più critici come Benigno Aquino Jr., Jovito Salonga e Jose Diokno. La proclamazione della legge marziale venne ben accolta inizialmente. La criminalità diminuì profondamente dopo aver attuato il coprifuoco. Molti oppositori politici furono costretti all'esilio.
Una commissione era stata riunita negli anni '70 per sostituire la Costituzione coloniale del 1935, e proseguì il lavoro per elaborare una nuova costituzione dopo la proclamazione della legge marziale. La nuova costituzione entrò in vigore nei primi mesi del 1973 cambiando la forma di governo da presidenziale a parlamentare e permettendo a Marcos di rimanere al potere fin oltre il 1973.
Marcos affermò che la legge marziale era il preludio per la creazione di una "Nuova Società" basata su nuovi valori sociali e politici. L'economia nel corso degli anni '70 si rafforzò, con surplus nella bilancia commerciale. Il turismo contribuì alla crescita economica. Tuttavia nella classe dirigente dilagò la corruzione.

### La Quarta Repubblica
Per compiacere la Chiesa cattolica prima della visita di papa Giovanni Paolo II, Marcos revocò ufficialmente la legge marziale il 17 gennaio 1981. Tuttavia egli mantenne gran parte del potere governativo di arresto e detenzione. La corruzione e il nepotismo, nonché i disordini contribuirono a un grande calo della crescita economica.
L'opposizione politica boicottò le elezioni presidenziali del 1981. Marcos vinse con un margine di oltre 16 milioni di voti che gli consentì d'ottenere un altro mandato di sei anni.
Nel 1983 il leader dell'opposizione Benigno Aquino Jr. venne assassinato presso l'aeroporto internazionale di Manila al suo ritorno nelle Filippine dopo un lungo periodo di esilio.
Questo contribuì all'insoddisfazione popolare verso Marcos e diede inizio a una serie di eventi, tra cui la pressione da parte degli Stati Uniti, che culminò con elezioni anticipate nel febbraio 1986. L'opposizione si unì sotto la guida della vedova di Aquino, Corazon Aquino.
Marcos venne dichiarato il vincitore delle elezioni. Il risultato giudicato fraudolento venne però respinto da Corazon Aquino e dai suoi sostenitori. Gli osservatori internazionali, compresa una delegazione statunitense, denunciò i risultati ufficiali. Fidel Valdez Ramos e il ministro della Difesa Juan Ponce Enrile ritirarono il loro sostegno a Marcos. Una pacifica sollevazione civile e militare (oggi chiamata Rivoluzione del Rosario) costrinse Marcos all'esilio forzato, decretando come presidente Corazon Aquino il 25 febbraio 1986.

## La Quinta Repubblica (1986-oggi)

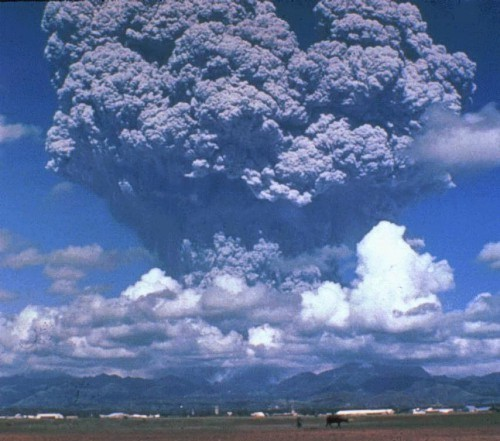
L'eruzione del Pinatubo nel 1991.

Corazon Aquino formò immediatamente un governo rivoluzionario per normalizzare la situazione, e previde un regime transitorio di "Libera Costituzione". La nuova costituzione fu ratificata ed entrò in vigore nel febbraio 1987. Venne proposta la creazione di regioni autonome a Cordilleras e Mindanao, e venne restaurata la forma di governo presidenziale oltre al Congresso bicamerale.
Vennero compiuti progressi nella rivitalizzazione delle istituzioni democratiche e il rispetto per le libertà civili, ma l'amministrazione di Aquino venne anche vista come debole, e il ritorno alla piena stabilità politica e allo sviluppo economico venne ostacolato da numerosi tentativi di colpi di stato da membri delle forze militari. La crescita economica fu inoltre ostacolata da una serie di disastri naturali, compresa l'eruzione del Pinatubo nel 1991 che causò 700 morti oltre a 200.000 senza tetto.
Nel 1991 il Senato filippino respinse un trattato che avrebbe consentito l'estensione di diritti americani sulle basi militari per altri dieci anni. Gli Stati Uniti dovettero cedere al governo la Clark Air Base di Pampanga in novembre, e la Subic Bay Naval Base nel dicembre del 1992, ponendo termine a quasi un secolo di presenza militare americana nelle Filippine.
Un accordo di pace con il Fronte di Liberazione Nazionale Moro (MNLF), un importante gruppo separatista che lottava per l'indipendenza di Mindanao, fu firmato nel 1996, ponendo fine a una lotta durata 24 anni. Tuttavia, una frangia del MNLF, il Fronte di Liberazione Islamico Moro (MILF), continuò la lotta armata per uno stato islamico.
Joseph Estrada, un ex attore di film, che aveva servito come vice presidente nel governo Ramos, fu eletto presidente con una schiacciante vittoria nel 1998. La sua campagna elettorale era incentrata sull'aiuto alle classi povere del Paese e lo sviluppo del settore agricolo. Godette di una popolarità diffusa, in particolare tra i poveri.
Con la crisi finanziaria asiatica, iniziata nel 1997 il governo Estrada subì un pesante tributo sul fronte economico. Il tasso di disoccupazione si aggravò, il deficit di bilancio crebbe e la moneta crollò. Alla fine l'economia del Paese riuscì a risollevarsi, ma a un ritmo molto più lento di quello dei vicini asiatici.
A un anno dalla sua elezione la popolarità di Estrada era fortemente diminuita causa le accuse di corruzione e incapacità di risolvere il problema della povertà. Accusato d'aver accettato milioni di pesos sulle vincite delle imprese del gioco d'azzardo illegale, massicce proteste di piazza ne chiesero le dimissioni. Estrada rassegnò il suo incarico il 20 gennaio 2001.
Il vice presidente Gloria Macapagal-Arroyo (la figlia del defunto presidente Diosdado Macapagal) si insediò come successore di Estrada il giorno della sua partenza.
Arroyo è stata impegnata in un controverso progetto di revisione costituzionale per trasformare l'attuale repubblica presidenziale bicamerale in una forma di governo federale con parlamento unicamerale.
Le elezioni del 9 giugno 2010, che vedevano contrapposti, tra gli altri, l'ex capo dello stato Joseph Estrada e Benigno Aquino III (figlio di Benigno Aquino Jr. e di Corazon Aquino) hanno visto la vittoria di quest'ultimo, eletto presidente delle Filippine con il 42% delle preferenze. Eletto sulla scia dell'ondata emotiva causata dalla morte di Corazon Aquino, costruì sugli ambiziosi programmi fiscali e sociali di Gloria Macapagal-Arroyo, portando il paese ad una costante crescita economica nel corso del suo mandato. Tuttavia la sua amministrazione fu pesantemente criticata per l'incapacità nel fermare la corruzione divampante e nel guidare il paese in tempi di crisi, come ad esempio il sequestro dell'autobus a Manila, il tifone Haiyan, la strage di Mamasapano, le uccisioni dei Lumad e il massacro di Kidapawan. Il governo Aquino si contraddistinse per il sostegno nei confronti del sistema del pork barrel, ritenuto però incostituzionale e causa di diversi scandali di corruzione, e fu accusato di clientelismo e amicismo. Durante il suo mandato, Aquino acquisì infatti una discreta notorietà per la tendenza a circondarsi di collaboratori fidati ma dal discutibile comportamento, in una cerchia di "alleati" definita localmente KKK.
Con il paese ornato di un ingente quantitativo di scandali di corruttela e malversazione, molti dei quali degni di attenzione giudiziaria, aumentò il malcontento popolare. Le presidenziali del maggio 2016 videro trionfare il candidato populista Rodrigo Duterte, già sindaco della città di Davao, mentre per la carica di vicepresidente ebbe la meglio la candidata liberale Leni Robredo. Le elezioni non furono esenti da critiche: non mancarono le tensioni e le accuse di brogli elettorali, soprattutto nei confronti del Partito Liberale dell'uscente Benigno Aquino. Già durante la campagna elettorale, Duterte creò numerose aspettative promettendo di reprimere il crimine, il traffico di droghe illegali e la corruzione nel paese in un periodo che sarebbe andato dai tre ai sei mesi. Seppur consono della cattiva reputazione dei gruppi comunisti Partito Comunista delle Filippine e NDF, il sindaco di Davao affermò di essere apertamente un "candidato di sinistra".
Il governo Duterte si è subito distinto per una serie di esecuzioni capitali extragiudiziali - da lui motivate con una dura "guerra alla droga" - che è stata pesantemente criticata da organizzazioni per i diritti umani e Unione europea.. Quando il suo successore Ferdinand Marcos Jr. ha dato luogo ad una "spaccatura verticale del potere filippino" con la vicepresidente Sara Duterte, figlia del suo predecessore, ha accettato la richiesta di consegna di Rodrigo Duterte alla Corte penale internazionale per rispondere dei crimini contro l'umanità che gli sono stati contestati.